# Tollius (genus)
Tollius is een geslacht van wantsen uit de familie van de Alydidae (Kromsprietwantsen). Het geslacht werd voor het eerst wetenschappelijk beschreven door Stål in 1870.

## Soorten
Het genus bevat de volgende soorten:

- Tollius curtulus (Stål, 1859)
- Tollius quadratus Van Duzee, 1921
- Tollius setosus (Van Duzee, 1906)
- Tollius vanduzeei Torre-Bueno, 1940